# Nationalstraße 224 (China)
Die Nationalstraße 224 (chinesisch 224国道, Pinyin 224 Guódào, englisch China National Highway 224), chin. Abk. G224, ist eine 309 km lange Fernstraße im Zentrum der Insel und gleichnamigen Provinz Hainan im Süden Chinas. Sie führt von der Provinzhauptstadt Haikou im Norden der Insel über Tunchang, Qiongzhong und Wuzhishan nach Sanya an der Südküste.